# 辛辛那提鎮區 (伊利諾伊州塔茲韋爾縣)
辛辛那提鎮區（英語：Cincinnati Township）是位於美國伊利諾伊州塔茲韋爾縣的一個行政鎮區。

## 地方資料
根據2010年美國人口普查的數據，辛辛那提鎮區的面積為78.70平方千米，當中陸地面積為77.80平方千米，而水域面積為0.90平方千米。當地共有人口9220人，而人口密度為每平方千米117.15人。